# Wenzel Bernard Ambrozy
Wenzel Bernard Ambrozy (* 2. Juli 1723 in Kuttenberg; † 26. April 1806) war ein böhmischer Historienmaler.

## Leben
Wenzel Bernard Ambrozy studierte an der Akademie in Prag Malerei bei seinem Bruder Joseph, einem Miniaturmaler, und dann beim dortigen Chorherren Sierdus. In dieser Zeit engagierte er sich bei den Jesuiten und plante, dem Orden beizutreten, widmete sich aber stattdessen der Malerei. So sammelte er Gemälde und eignete sich Kenntnisse an. Auch wirkte er als Restaurator, wofür er zu seiner Zeit gelobt wurde. Insgesamt zeigte er sich als so begabt, dass er zum Hofmaler der Kaiserin Maria Theresia ernannt wurde. Außerdem engagierte er sich als Vorsteher der Prager Malergilde und war zugleich auch deren letzter. Auch Kaiser Joseph II. schätzte Ambrozy als Künstler sehr und suchte oftmals dessen Rat.
Ambrozy starb 82-jährig und hatte einen Sohn, Anton Ambrozy. Dieser strebte auch eine Künstlerkarriere an, starb aber schon 20-jährig.

## Wirken

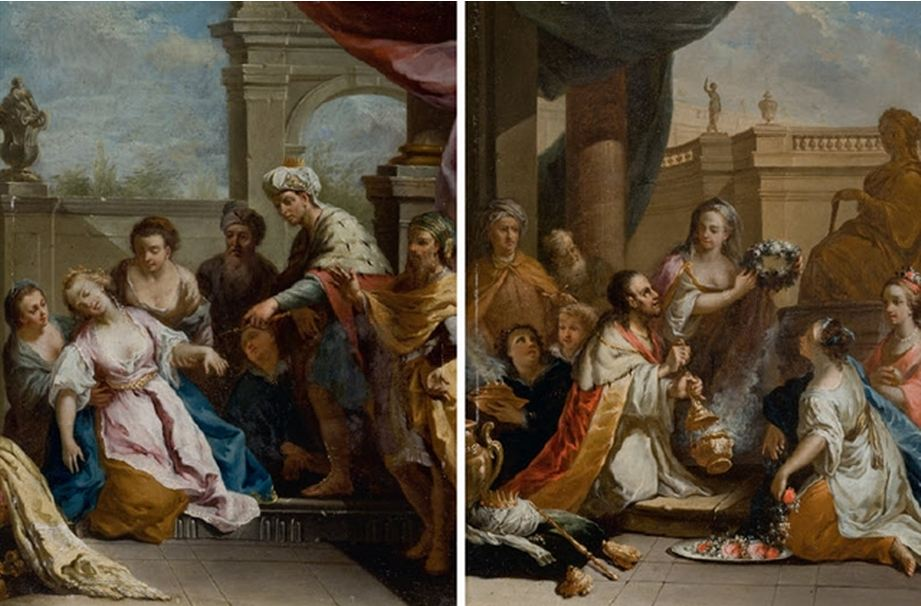
Ohnmacht Esthers vor Ahasver und Krönung der Esther, Öl auf Kupfer (vor 1800)

Ambrozy malte das Freskogemälde Sechs der ältesten böhmischen Herzoge und Altarbilder für böhmische Kirchen. Daneben und neben drei Plafondgemälden malte er weitere historische oder biblische Darstellungen.
Constant von Wurzbach ordnete Ambrozy dem Venetianismus zu und beschrieb die Werke Ambrozys als mit hellen, klaren Farben gemalt. Im Conversationslexicon für bildende Kunst wird ausgesagt, dass er sowohl auf Kalk als auch auf Öl gut malen konnte. Allerdings wird dort auch vermutet, Ambrozy hätte mehr erreichen können, wenn er seine Begabung für die Malerei ausgebaut hätte. Auch in diesem Lexikon werden seine Gemäldefarben als hell bezeichnet. Außerdem seien die Köpfe auf Ambrozys Gemälden sehr ausdrucksvoll dargestellt und im Hintergrund oft Bauwerke zu sehen.